# High Point (Carolina del Nord)
High Point és una població dels Estats Units a l'estat de Carolina del Nord. Segons el cens del 2009 tenia 101.835 habitants.

## Demografia
Segons el cens del 2000, High Point tenia 85.839 habitants, 33.519 habitatges i 22.524 famílies. La densitat de població era de 675,7 habitants per km².
Dels 33.519 habitatges en un 32,9% hi vivien nens de menys de 18 anys, en un 46,9% hi vivien parelles casades, en un 16,3% dones solteres, i en un 32,8% no eren unitats familiars. En el 27,2% dels habitatges hi vivien persones soles el 9,5% de les quals corresponia a persones de 65 anys o més que vivien soles. El nombre mitjà de persones vivint en cada habitatge era de 2,49 i el nombre mitjà de persones que vivien en cada família era de 3,03.
Per edats la població es repartia de la següent manera: un 26% tenia menys de 18 anys, un 9,3% entre 18 i 24, un 31,8% entre 25 i 44, un 21% de 45 a 60 i un 11,9% 65 anys o més.
L'edat mediana era de 34 anys. Per cada 100 dones de 18 o més anys hi havia 87,6 homes.
La renda mediana per habitatge era de 40.137 $ i la renda mediana per família de 48.057 $. Els homes tenien una renda mediana de 33.411 $ mentre que les dones 25.293 $. La renda per capita de la població era de 21.303 $. Entorn del 10,5% de les famílies i el 13,2% de la població estaven per davall del llindar de pobresa.

## Poblacions més properes
El següent diagrama mostra les poblacions més properes.